# Freddie Stroma
Frederic Wilhelm C.J. Sjöström, beter bekend als Freddie Stroma, (Londen, 8 januari 1987) is een Engels acteur die vooral bekend werd door de rol van Magnus Stoker in Harry Potter en de Halfbloed Prins, Harry Potter en de Relieken van de Dood deel 1 en Harry Potter en de Relieken van de Dood deel 2 en Adrian Chase / Vigilante in de televisieserie Peacemaker.

## Carrière
Stroma studeerde aan het University College London.
In 2006 speelde hij in de Britse televisieserie Mayo de rol van Lucas Harper en in Casualty de rol van James Huppert. In 2007 speelde hij Gregor Schatz in The Last Fight to Kuwait. Ook speelde hij in 2008 Matt in Lady Godiva. In 2011 speelde hij Luke in  A Cinderella Story: Once Upon A Song. In 2012 speelde hij in de film Pitch Perfect. In 2020 vertolkte hij het karakter Prins Friederich in de Netflix serie Bridgerton.
In 2022 vertolkte Stroma de rol van Adrian Chase / Vigilante in de televisieserie Peacemaker van James Gunn. 